# Nimmerklug im Knirpsenland

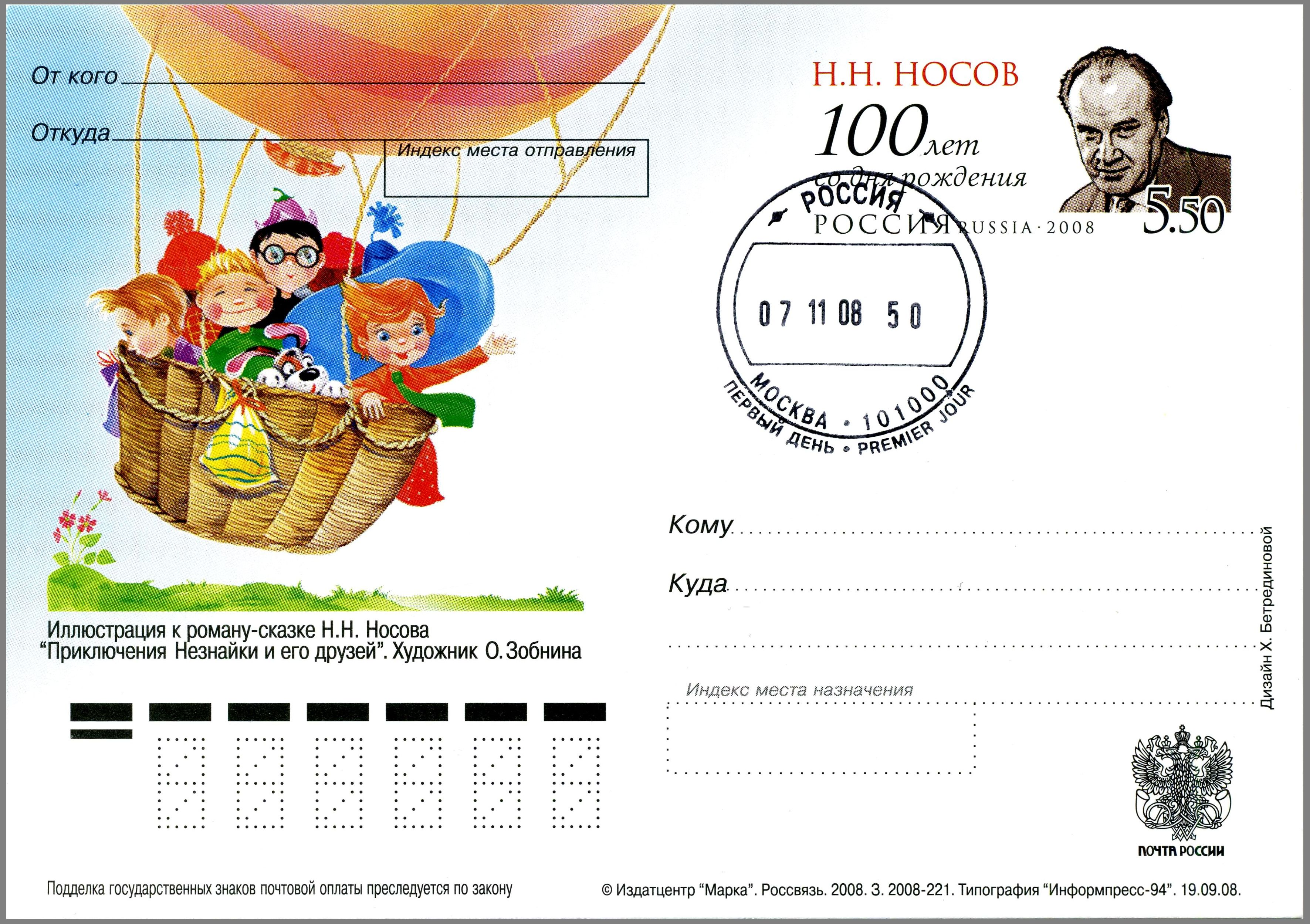
Nimmerklug im Knirpsenland auf einer russischen Postkarte (2008)

Nimmerklug im Knirpsenland (russisch Приключения Незнайки и его друзей) ist ein Kinderbuch des sowjetischen Autors Nikolai Nossow. Es wurde 1954 erstmals in der russischen und der ukrainischen Ausgabe des Magazins für Kinder Барвинок (Immergrün) und kurz darauf auch in Buchform im Moskauer Verlag Detgis veröffentlicht. Später wurde es in mehrere Sprachen übersetzt und international erfolgreich. Für diesen Erfolg waren neben der Geschichte von Autor Nossow die Illustrationen von Alexej Laptew verantwortlich, die für die erste russische Buchausgabe geschaffen wurden.

## Handlung
Im Mittelpunkt der Geschichte steht der Knirps Nimmerklug. Knirpse leben im Märchenland und sind etwa so groß wie Einmachgurken. Nimmerklug lebt in Blumenstadt, einem Ort, der seinem Namen alle Ehre macht. Hier lebten die Knirpse im Einklang mit der Natur. Nimmerklug ist ein unruhiger Charakter, der nichts mit sich anzufangen weiß. Er versucht sich in verschiedensten Berufen, aber nirgends passt er hin. Nimmerklug ist zwar nicht dumm, aber naiv und unstet. Knirpseriche und Knirpselinen haben einige Probleme miteinander und können sich oft nicht ausstehen. Vor allem Nimmerklug mag keine weiblichen Knirpse und ist sehr ungehalten, als sich sein bester Freund Joppe mit einer Knirpseline anfreundet.

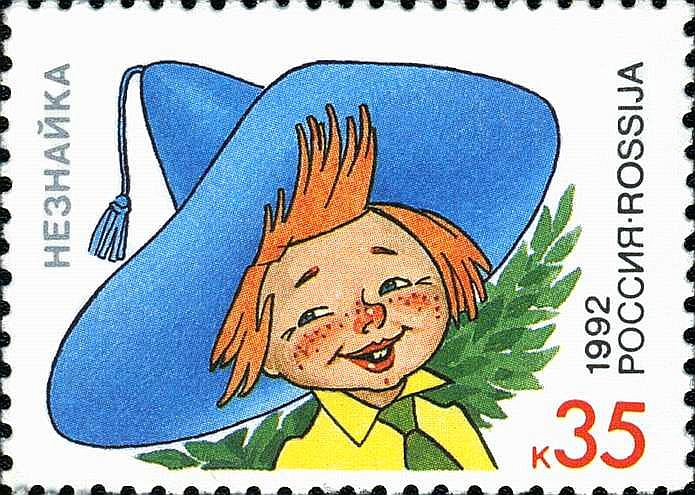
Nimmerklug auf einer russischen Briefmarke (1992)

Ein besonderes Erlebnis für die Knirpse wird ein Ausflug mit dem Heißluftballon, der vom Knirpserich Immerklug erfunden wurde. Mit diesem brechen die beiden und einige weitere Knirpse – Brummer, Schweigestill, Nudeldick, Schussel, Saftschleck, Doktor Rizinus, Bums, Rennefix, Schnurz, Pipe, Farbenklecks, Schraubschnell, Schraubstift, Geigenstrich und der Hund Bimmel – zu einer Reise durch das Knirpsenland auf. Allerdings kommt es zu einem Unglück. Nachdem Nimmerklug nach dem Absturz wieder aufwacht, findet er sich in einem Zimmer in Grünstadt wieder. Zu seinem Entsetzen trifft er hier nur auf Knirpselinen. Langsam beginnt er dadurch jedoch Knirpselinen zu respektieren und verliebt sich sogar etwas in eine mit dem Namen Blauäuglein. Kompliziert wird es, als Nimmerklug behauptet, der Erfinder des Ballons zu sein. Bei einem Besuch im Krankenhaus findet er seine Mitabenteurer wieder. Alle, außer Immerklug. Er sorgt dafür, dass sie entlassen werden, dafür müssen sie den Grünstädtern gegenüber behaupten, Nimmerklug sei ihr Anführer und der Erfinder des Ballons.
Alle erleben verschiedene Abenteuer in der Stadt und der Umgebung und lernen neue Dinge. Immerklug wurde in der Nachbarstadt Drachenstadt gefunden, in der nur Knirpseriche lebten. Beim Aufeinandertreffen kommt heraus, dass Nimmerklug nur geprahlt und gelogen hatte. Natürlich waren die Grünstädterinnen enttäuscht. Doch hatte Nimmerklug aus der ganzen Sache gelernt. Nachdem alle schweren Herzens Grünstadt verlassen hatten, wollte er sich mit seinem Freund Joppe versöhnen. Immerhin wusste er jetzt auch, dass Knirpselinen gute Freunde sein konnten.

## Zum Buch
Das Buch ist für Kleinkinder gut verständlich, kann aber auch erwachsene Leser in den Bann ziehen. Auffällig ist die Einfachheit der Geschichte, die allerdings sehr moralisierend wirkt. Wenn auch nicht mit erhobenen Zeigefinger, so wird dem Leser doch sehr deutlich klargemacht, was der Autor für eine Gesellschaft im Sinn hat: die Gesellschaft, in der alle gleich sind, erinnert stark an eine ideale, utopische, kommunistische Gesellschaft. Geld ist unbekannt, nur Leistung zählt. Der Glaube an den Fortschritt ist unverkennbar, Maschinen sind dazu da, dem Menschen körperliche Arbeit abzunehmen und Erträge zu maximieren, nicht, um Gewinne zu steigern.
Das Buch entstand nach der Vorlage von „Das Reich der Knirpse“ der russischen Schriftstellerin Anna Chwolson, die nach Paris emigriert war. Nossow besaß eine Ausgabe, die vor der Oktoberrevolution erschienen war.

## Rezeption

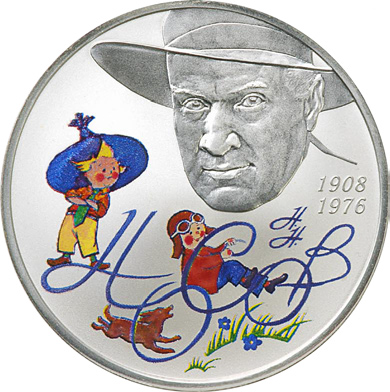
Russische Gedenkmünze zu Nossows 100. Geburtstag mit Motiven aus der Nimmerklug-Reihe.

Für Irmtraud Gutschke verkörpert Nimmerklug das Chaos, das auch zum Leben gehört.
1966 wurde vom Rundfunk der DDR ein 76-minütiges Hörspiel produziert, das im Vergleich zum Buch gekürzt und geringfügig umgearbeitet war. Die Regie führte Ingeborg Milster, die Musik schrieb Rainer Carell und die Hörspielbearbeitung besorgte Barbara Winkler. Gina Presgott sprach Nimmerklug, Barbara Witte Blauäuglein, Marianne Klussmann Schneeglöckchen, Paula Grünert Pfefferminza, Wolfgang Ostberg Pünktchen, Eckart Friedrichson Blüte, Peter Groeger Immerklug, Hans-Georg Thies Joppe, Horst Torka Brummer und Harald Grünert Dr. Rizinus. Das Hörspiel ist 2013 als CD im Audio Verlag erschienen.
Zwischen 1980 und 1982 erschien in der NBI eine Fortsetzungs-Bildergeschichte von Heinz Jankofsky, 2010 auch als Einzelveröffentlichung im Holzhof-Verlag.
In Russland erfreut sich das Buch, wie seine beiden Fortsetzungen, bis heute großer Beliebtheit. 2008 wurden zu Nossows 100. Geburtstag Münzen, Briefmarken und Ersttagsbriefe mit Motiven aus den Büchern in Russland herausgebracht. Schon 1992 erschien Nimmerklug neben Gianni Rodaris Zwiebelchen, Astrid Lindgrens Karlsson vom Dach und Tolstois Burattino auf einer Briefmarke einer Serie, in der Klassiker der Kinderbuchliteratur gewürdigt wurden.

## Ausgaben
- Nikolai Nossow: Приключения Незнайки и его товарищей. In: Барвинок, 1954. (Illustrationen: Kira und Wiktor Grigorjew)
- Nikolai Nossow: Приключения Незнайки и его друзей. Detgis, Moskau 1954. (Illustrationen: Alexej Laptew)
- Nikolai Nossow: Nimmerklug im Knirpsenland. Kinderbuchverlag, Berlin 1956 [8. Auflage 1968] (Übersetzung: Lieselotte Remané; Illustrationen: Alexej Laptew).
- Nikolai Nossow: Nimmerklug im Knirpsenland (= Alex-Taschenbücher, Band 55). Kinderbuchverlag, Berlin 1979 [6. Auflage 1990] (Übersetzung: Lieselotte Remané; Illustrationen: Norbert Pohl).
- Nikolai Nossow: Nimmerklug im Knirpsenland. LeiV, Leipzig 1993, ISBN 3-928885-37-5 (Illustrationen: Alexej Laptew, Übersetzung: Lieselotte Remané; überarbeitete Auflage: 2021, ISBN 978-3-89603-560-8).
- Nikolai Nossow, Heinz Jankofsky: Nimmerklug im Knirpsenland (= Klassiker der DDR-Bildgeschichte, Band 20). Holzhof, Dresden 2010, ISBN 978-3-939509-20-2.
- Nikolai Nossow, Barbara Winkler, Ingeborg Milster: Nimmerklug im Knirpsenland. Hörspiel für Kinder. Der Audio Verlag, Berlin 2013, ISBN 978-3-86231-282-5.